# (58097) Alimov
(58097) Alimov (1976 UQ1) – planetoida z pasa głównego asteroid okrążająca Słońce w ciągu 4,11 lat w średniej odległości 2,57 j.a. Została odkryta 26 października 1976 roku w Krymskim Obserwatorium Astrofizycznym w Naucznym na Półwyspie Krymskim przez Tamarę Smirnową. Nazwa planetoidy została nadana na cześć Aleksandra Fiodorowicza Alimowa (ur. 1933), prezesa Towarzystwa Hydrobiologicznego.